# Campeonato Paulista de Futebol Sub-20 de 2010
O Campeonato Paulista de Futebol Sub-20 de 2010 foi a quinquagésima quarta edição desta competição amadora disputada entre 31 de julho e 27 de novembro por jogadores com até 20 anos de idade e organizada pela Federação Paulista de Futebol. Na ocasião, 30 equipes foram divididas em cinco grupos com seis equipes cada.
A edição foi conquistada pela Portuguesa de Desportos após derrotar o Palmeiras em ambas as partidas da decisão.

## Participantes
Os participantes que compuseram os grupos estão listados abaixo:
| - Bandeirante - Marília (O Marília desistiu do torneio) - Mirassol - Olímpia - Osvaldo Cruz - Rio Preto - Botafogo-SP - EC Lemense - XV de Piracicaba - Catanduvense - Rio Claro - Votoraty - Flamengo-SP - Portuguesa - Guaratinguetá - Pão de Açúcar - São José-SP - Corinthians | - Ponte Preta - Bragantino - Grêmio Osasco - Guarani - São Paulo - Barueri - Portuguesa - São Caetano - Santo André - Santos - São Bernardo - Palmeiras |

## Regulamento
O torneio foi disputado por 30 equipes em cinco fases distintas. Na primeira fase, os clubes foram divididos em cinco grupos, jogaram dentro dos 
grupos em turno e returno, classificando-se para a segunda fase os três melhores colocados de cada grupo e o melhor quarto colocado. Na segunda fase, as 16 equipes classificadas foram divididas em quatro grupos, desta vez classificando-se as duas melhores de cada. A partir da terceira fase, os confrontos tornam-se eliminatórios.

### Critérios de desempates
Foram adotados os seguintes critérios de desempates na primeira fase:
- Maior número de vitórias;
- Maior saldo de gols;
- Maior número de gols marcados;
- Menor número de cartões vermelhos recebidos;
- Menor número de cartões amarelos recebidos;
- Sorteio público na sede da FPF.

A partir da segunda fase, o mando de campo na segunda partida foi da equipes de melhor campanha, em caso de empates nos confrontos eliminatórios, a equipe de melhor campanha classificou-se.

## Primeira fase
A primeira fase do torneio foi disputada pelos 30 clubes classificados em turno e returno entre os dias 31 de julho e 18 de setembro.

## Segunda fase
A segunda fase do torneio foi disputada pelos 16 clubes classificados em turno e returno entre os dias 23 de setembro e 16 de outubro.

## Fase final
Em itálico, os times que possuem o mando de campo no primeiro jogo do confronto, e em negrito, os times classificados.
|  | Quartas de final   | Quartas de final   | Quartas de final   | Quartas de final   |   |             | Semifinais         | Semifinais         | Semifinais         | Semifinais         |  |            | Final               | Final               | Final               | Final               |  |  |
|  | 23 a 30 de outubro | 23 a 30 de outubro | 23 a 30 de outubro | 23 a 30 de outubro |   |             | 6 a 15 de novembro | 6 a 15 de novembro | 6 a 15 de novembro | 6 a 15 de novembro |  |            | 21 e 27 de novembro | 21 e 27 de novembro | 21 e 27 de novembro | 21 e 27 de novembro |  |  |
|  |                    |                    |                    |                    |   |             |                    |                    |                    |                    |  |            |                     |                     |                     |                     |  |  |
|  | Pão de Açúcar      | 1                  | 1                  | 2                  |   |             |                    |                    |                    |                    |  |            |                     |                     |                     |                     |  |  |
|  | Ponte Preta        | 2                  | 4                  | 6                  |   |             |                    |                    |                    |                    |  |            |                     |                     |                     |                     |  |  |
|  | Ponte Preta        | 2                  | 4                  | 6                  |   | Ponte Preta | 1                  | 1                  | 2                  |                    |  |            |                     |                     |                     |                     |  |  |
|  |                    |                    |                    |                    |   | Ponte Preta | 1                  | 1                  | 2                  |                    |  |            |                     |                     |                     |                     |  |  |
|  |                    | Portuguesa         | 1                  | 3                  | 4 |             |                    |                    |                    |                    |  |            |                     |                     |                     |                     |  |  |
|  | Portuguesa         | Portuguesa         | 1                  | 3                  | 4 | 2           | 1                  | 3                  |                    |                    |  |            |                     |                     |                     |                     |  |  |
|  | Portuguesa         |                    |                    |                    |   | 2           | 1                  | 3                  |                    |                    |  |            |                     |                     |                     |                     |  |  |
|  | Rio Claro          | 0                  | 2                  | 2                  |   |             |                    |                    |                    |                    |  |            |                     |                     |                     |                     |  |  |
|  | Rio Claro          | 0                  | 2                  | 2                  |   |             |                    |                    |                    |                    |  | Portuguesa | 1                   | 2                   | 3                   |                     |  |  |
|  |                    |                    |                    |                    |   |             |                    |                    |                    |                    |  | Portuguesa | 1                   | 2                   | 3                   |                     |  |  |
|  |                    | Palmeiras          | 0                  | 1                  | 1 |             |                    |                    |                    |                    |  |            |                     |                     |                     |                     |  |  |
|  | São Paulo          | Palmeiras          | 0                  | 1                  | 1 | 1           | 2                  | 3                  |                    |                    |  |            |                     |                     |                     |                     |  |  |
|  | São Paulo          |                    |                    |                    |   | 1           | 2                  | 3                  |                    |                    |  |            |                     |                     |                     |                     |  |  |
|  | Santos (mc)        | 1                  | 2                  | 3                  |   |             |                    |                    |                    |                    |  |            |                     |                     |                     |                     |  |  |
|  | Santos (mc)        | 1                  | 2                  | 3                  |   | Santos      | 2                  | 2                  | 4                  |                    |  |            |                     |                     |                     |                     |  |  |
|  |                    |                    |                    |                    |   | Santos      | 2                  | 2                  | 4                  |                    |  |            |                     |                     |                     |                     |  |  |
|  |                    | Palmeiras          | 2                  | 3                  | 5 |             |                    |                    |                    |                    |  |            |                     |                     |                     |                     |  |  |
|  | São Caetano        | Palmeiras          | 2                  | 3                  | 5 | 1           | 1                  | 2                  |                    |                    |  |            |                     |                     |                     |                     |  |  |
|  | São Caetano        |                    |                    |                    |   | 1           | 1                  | 2                  |                    |                    |  |            |                     |                     |                     |                     |  |  |
|  | Palmeiras          | 1                  | 2                  | 3                  |   |             |                    |                    |                    |                    |  |            |                     |                     |                     |                     |  |  |

## Premiação
| Campeonato Paulista de Futebol Sub-20 de 2016 |
| --------------------------------------------- |
| Portuguesa Campeã (2.º título)                |